# Sebastià Serra i Busquets
|  | Aquest article tracta sobre l'historiador, polític i catedràtic balear. Vegeu-ne altres significats a «Sebastià Serra i Bonilla». |

Sebastià Serra Busquets (Pla de Sant Jordi, Palma, 1950) és un historiador, polític i catedràtic balear, diputat a les dues primeres legislatures del Parlament de les Illes Balears.

## Biografia
Es llicencià en geografia i història per la Universitat de Navarra el 1972 i començà a militar en la resistència antifranquista als Balears. El 1981 es doctorà en història per la Universitat de les Illes Balears (UIB). Des del 2007 és professor d'història contemporània a la mateixa universitat. Actualment és director del Centre d'Estudis i Documentació Contemporània, professor a l'Centre d'Estudis Superiors Alberta Giménez (CESAG). Ha estat president de l'Institut d'Estudis Baleàrics de 2007 a 2010.
La seva carrera política l'ha desenvolupada al Partit Socialista de Mallorca, del qual en fou fundador i molts anys regidor a l'ajuntament de Palma. També va ser elegit diputat a les eleccions al Parlament de les Illes Balears de 1983 i 1987.

## Obres destacades
- L'Esquerra Nacionalista a Mallorca (1900-1936) (1986)
- La premsa, la ràdio i la televisió des d'una perspectiva històrica (1993)
- Cultura i compromís polític a la Mallorca contemporània (1995)
- La transició a les Illes Balears (1998)
- Els anys vint a les Illes Balears (1999).